# Momentum (Organisation)
Momentum, auch People’s Momentum, ist eine britische politische Organisation, die für die Unterstützung Jeremy Corbyns und seiner politischen Positionen auf die Labour Party einwirken will.
Jon Lansman, ein linker Labour-Aktivist und früherer Mitarbeiter Tony Benns, gründete die Organisation Momentum im Oktober 2015. Sie trat als Nachfolgeorganisation der erfolgreichen Unterstützerkampagne für die Wahl Corbyns zum Parteivorsitzenden auf, von der sie die Daten der Mitglieder übernehmen konnte. Sie war zunächst für alle Unterstützer Corbyns offen, auch wenn sie keine Mitglieder der Labour Party waren. Als Ziel gaben die Gründer an, Graswurzelinitiativen wie  Initiativkindergärten oder Mietervereinigungen zu unterstützen und zu vernetzen, um neue Anhänger und Wähler für Jeremy Corbyn  zu gewinnen. Auch solle auf die innerparteiliche Kandidatenauswahl Einfluss genommen werden. Ein Schwerpunkt der Organisation liegt auf der Arbeit in sozialen Medien. Unter dem Namen „People’s PPE“ soll ein linkes intellektuelles Netzwerk aufgebaut werden und es wurden mehrere Konferenzen organisiert. Im Februar 2016 wurde eine kostenpflichtige Mitgliedschaft beschlossen und Mitgliedern anderer Parteien außer Labour der Eintritt verwehrt. Im Februar 2017 gab sich die Organisation eine neue Satzung. Danach müssen Neumitglieder auch der Labour–Partei beitreten, die vorhandenen Mitglieder sollen diesen Schritt bis Juli 2017 tun. Suspendierte Labour-Mitglieder dürfen in Momentum bleiben, wer aus der Labour–Partei ausgeschlossen wurde, hat ein Recht auf eine Anhörung. Die Organisation wird von einer National Coordinating Group geführt, der Mitglieder aus allen Teilen Großbritanniens, Labour-Amtsträger und Vertreter anderer Labour-Unterstützergruppen angehören. Ein Member’s Council aus 50 Mitgliedern, das die Mitgliederbasis zusätzlich vertreten soll, wird alle sechs Monate per Los bestimmt.
Die Organisation gab im Mai 2017 über 20.000 Mitglieder an, die in 150 lokalen Gruppen organisiert sind.
Kritiker werfen Momentum vor, hauptsächlich die Abwahl von Corbyn-Gegnern zu beabsichtigen und trotzkistisch unterwandert zu sein. Momentum-Sprecher weisen das mit Blick auf ihre basisdemokratische Orientierung und ihr junges Alter zurück.